# Pont-Saint-Vincent
Pont-Saint-Vincent település Franciaországban, Meurthe-et-Moselle megyében. Lakosainak száma 1784 fő (2022. január 1.). Pont-Saint-Vincent Bainville-sur-Madon, Chaligny, Maizières, Méréville, Neuves-Maisons és Sexey-aux-Forges községekkel határos.

## Népesség
A település népességének változása:
| Lakosok száma | 2540 | 2143 | 2069 | 2043 | 1917 | 1887 | 1903 | 1844 | 1813 | 1784 |
|               | 1968 | 1982 | 1990 | 2006 | 2013 | 2015 | 2017 | 2019 | 2020 | 2022 |